# Opel Corsa A
La Corsa A è un'automobile di fascia bassa prodotta dalla Opel dal 1982 al 1993 e corrispondente alla prima generazione della Opel Corsa. La lettera "A", non presente nella denominazione ufficiale, è utilizzata per indicare la prima serie del modello. Si tratta della prima vettura sviluppata e commercializzata da Opel nel settore delle cosiddette "utilitarie", indicato sul mercato europeo come segmento B. Nel Regno Unito è stata venduta sotto il marchio Vauxhall, con il nome di Vauxhall Nova.

## Profilo e storia

### Genesi e sviluppo del progetto

#### I primi esperimenti
I primi prototipi per una piccola Opel furono realizzati già nel 1969. Già in quel periodo, infatti, la Casa di Rüsselsheim stava pensando ad una vettura di fascia bassa per andare a completare la gamma dei suoi modelli. Tutto questo anche in vista del lancio di modelli concorrenti, ormai vicini. Il segmento B di quei tardi anni sessanta, infatti, non era particolarmente rappresentato, non almeno quanto lo è oggigiorno. Le Case automobilistiche che annoveravano modelli di fascia utilitaria non erano molti: tra questi vi fu la Fiat 850 e, se vogliamo, la Mini e la Hillman Imp. Ma questo segmento di mercato stava per essere invaso dalle molte Case automobilistiche che avevano intravisto nuovi ed ancora poco esplorati sbocchi commerciali. In quel periodo furono infatti in fase avanzata di progetto molti modelli, come la Fiat 127 (destinata a sostituire proprio la 850), la Peugeot 104 e la Renault 5. Anche il gruppo GM, rappresentato in Europa dalla Opel, non volle perdere questo treno e si lanciò nel progetto di una nuova piccola da posizionare al di sotto della Kadett B. Poiché a quel tempo quasi tutte le auto del gruppo GM erano a trazione posteriore, fu creato uno specifico dipartimento dedicato allo sviluppo dei futuri modelli a trazione anteriore. In realtà esisteva già un modello a trazione anteriore fra i modelli del gruppo GM, ossia la Oldsmobile Toronado, ma la sua meccanica non poteva essere utilizzata per una piccola. Il gruppo di progettazione decise di guardare alla Mini come modello e ne acquistò un esemplare da un demolitore nei pressi di Rüsselsheim. Tutto il comparto meccanico dell'assale anteriore, con motore e trasmissione, fu usato per costruire il primo modello di studio.
Poiché non fu necessario, in questa prima fase, realizzare un'auto marciante, i tecnici si limitarono ad abbozzare la carrozzeria con una semplice struttura tubolare che poggiava sul pianale e avvolgeva la meccanica. Questa sorta di gabbia, comunque, già presentava i tratti di una piccola due volumi a due porte.
Come ulteriore sviluppo fu realizzato un modello in cui l'intera porzione frontale era connessa al resto della vettura mediante due strutture a travi incrociate sganciabili. Questa idea fu comunque scartata.

I primi veicoli di prova furono camuffati sotto la scocca della Kadett A. Alcuni avevano la trazione anteriore, mentre altri presentavano ancora quella posteriore. Tutte queste vetture avevano comunque una caratteristica in comune: l'evidente allargamento dei passaruota. Ciò era in relazione anche alla carreggiata più ampia.
I prototipi del 1969, però, non somigliavano granché alla futura utilitaria che avrebbe visto la luce solo tredici anni dopo, bensì ad un altro futuro modello della Casa tedesca, ossia la Kadett City. Il progetto fu portato avanti in misura notevole, tanto che venne realizzato anche un prototipo di nuovo motore tricilindrico da un litro da destinare al nuovo modello. Ma le difficoltà incontrate in fase di sviluppo del motore stesso fecero desistere i progettisti dall'effettuare ulteriori passi in avanti in tal senso.
Il progetto fu inizialmente appoggiato dall'allora capo di Opel, Elliot Estes, ma in seguito, né il manager americano né il comitato esecutivo della società ritenevano fosse necessario un quinto modello nella gamma Opel. Soprattutto non vi erano stabilimenti produttivi e, in seconda battuta, si stimava che non sarebbero stati raggiunti volumi di vendita sufficientemente elevati.
Il progetto "Mini Opel" fu cancellato, ma i progettisti continuarono a usare le idee in esso concepite: la Kadett D presentata nel 1979, prima vettura Opel con motore trasversale e trazione anteriore, deve parte del suo sviluppo ai progetti sperimentali dei primi anni settanta.

#### Il progetto "S-car"
Finalmente nel 1977 l'azienda tornò a rispolverare l'idea di una piccola a trazione anteriore: a spingere nuovamente i vertici GM alla progettazione e sviluppo di una city-car a marchio Opel. A tale proposito contribuì anche il tiepido riscontro commerciale ricevuto dalla Kadett City a cui andava aggiunto anche il successo delle piccole a trazione anteriore già presenti nel mercato e caratterizzate da ingombri più contenuti. Pertanto furono emanati due ordini di sviluppo: il primo per la progettazione della cosiddetta "S-car" (codice ufficiale interno del progetto era "2170"), il secondo per una nuova fabbrica a Saragozza, in Spagna. Per lo sviluppo della vettura fu stabilito un investimento pari a 300 milioni di Euro.
Una condizione posta per la nuova vettura fu che dovesse avere un'aerodinamica migliore della Kadett D (Cx=0,39) e dell'Ascona C (Cx=0,38). Quest'ultimo valore fu eguagliato dalla versione con carrozzeria a tre volumi, mentre l'obiettivo fu pienamente raggiunto con la carrozzeria a due volumi, che fece registrare un Cx di 0,36. Per la versione SR, grazie allo spoiler frontale e a quello in alto sul portellone posteriore, il valore di Cx scendeva a 0,35. L'aerodinamica della due volumi fu provata inizialmente su un modello in scala 1:15 nella piccola galleria del vento dell'Università di Stoccarda. I risultati provvisori così ottenuti furono successivamente analizzati con un modello reale nella galleria del vento di Pininfarina a Torino.
Gunter Zech, responsabile Opel per la sicurezza passiva, decise che la nuova piccola vettura dovesse offrire lo stesso livello di sicurezza delle auto di fascia più alta. Gli esperti di crash test di GM usarono uno stratagemma per avanzare più rapidamente nello sviluppo. Costruirono frontali del veicolo in scala 1:2. Questi erano molto facili da maneggiare, potevano essere realizzati con una piccola spesa e fornivano nondimeno informazioni precise sul comportamento deformativo. Crash test su vetture di pre-produzione furono eseguiti solo più tardi.
Ulteriori risparmi di tempo nei test di lunga durata furono conseguiti grazie al nuovo banco di prova multiassiale, che poteva simulare in laboratorio tutti i carichi in condizioni di guida. I dati necessari per questa prova furono rilevati con una vettura sul circuito di Dudenhofen e registrati su un disco magnetico. Quindi le analisi delle sollecitazioni furono riprodotte in laboratorio, con macchinari a pompe idrauliche.
Inoltre la Corsa fu provata al Nürburgring, ad Hockenheim e su un circuito in Italia. I test invernali furono condotti al circolo polare e quelli alle alte temperature in Spagna e Arizona. I freni furono provati in parte in laboratorio e in parte in condizioni reali, al Großglockner in Austria e sullo Stelvio in Italia. Anche i motori furono sottoposti a prove, ma non furono necessari collaudi approfonditi, poiché erano già utilizzati da tempo nella gamma Opel: il motore da 1 litro derivava da quello montato nella Kadett dal 1962; gli altri provenivano, leggermente modificati, da un'unità della famiglia OHC Four.
La decisione sul nome del nuovo modello non fu presa subito, tanto che inizialmente veniva chiamata anche "Junior", poi Opel selezionò il nome "Corsa" e lo registrò come marchio commerciale. Questo nome, in realtà, era già stato utilizzato dal gruppo GM, ma solamente come denominazione di versioni o allestimenti di altre vetture: il primo utilizzo avvenne nel mercato statunitense in occasione del lancio della seconda serie della Chevrolet Corvair, quella del 1964, a indicare le versioni con i motori più potenti; poi, nella primavera del 1982, il nome venne ripreso proprio da Opel, e questa volta per commercializzare in Europa una versione speciale della Kadett D, la Kadett Corsa appunto. Si trattava di un allestimento sportiveggiante in una fascia di prezzo conveniente, il cui nome preparava il lancio commerciale della nuova utilitaria.
All'inizio del 1982 la Corsa fu presentata (senza una vera denominazione definitiva, solo indicata come "A3") a clienti selezionati, perché potessero dare la loro opinione sulla nuova vettura, prima della presentazione definitiva al pubblico. Il nome "Corsa" fu poi reso noto da Opel nella primavera del 1982 assieme alla pubblicazione della prima fotografia ufficiale della nuova vettura, in realtà solo un'immagine ripresa dall'alto con il nome del modello sovrimpresso sul tetto dell'auto.

#### La nuova fabbrica in Spagna

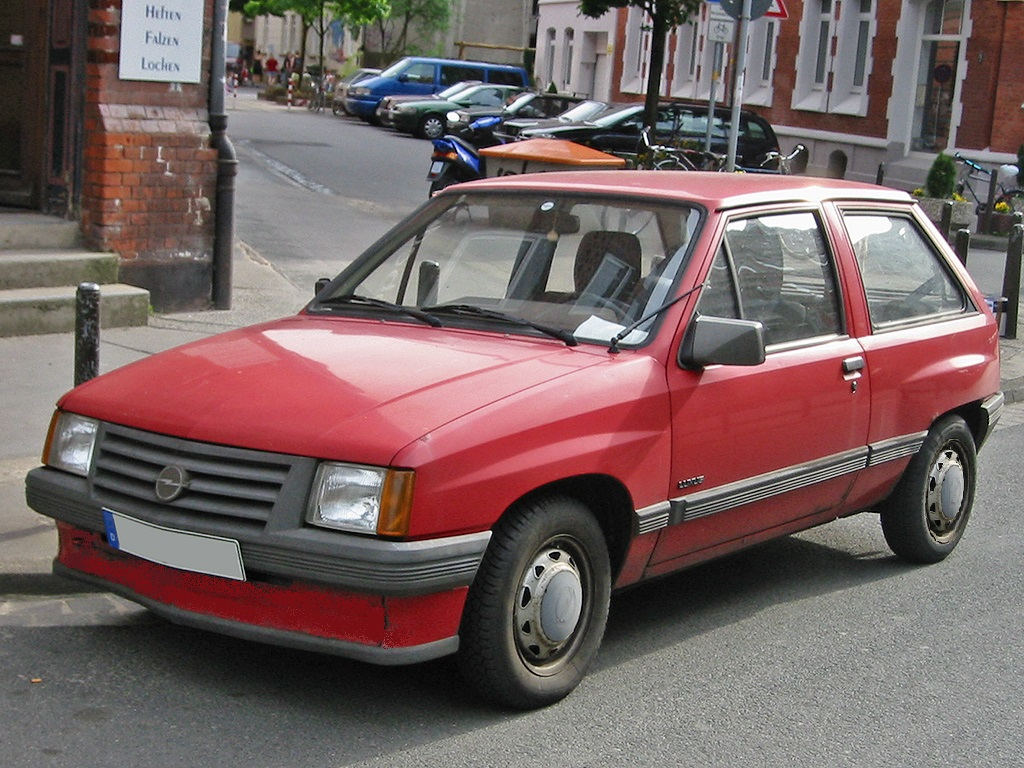

Dopo l'approvazione del progetto di realizzare una piccola vettura, Opel firmò un accordo con il governo spagnolo per costruire una fabbrica per la produzione della nuova auto in Spagna. Ciò fu fatto anche per motivi di mercato, poiché a quei tempi la quota delle auto piccole costituiva solo il 12% del mercato tedesco, mentre in Spagna e in Italia arrivava al 44% e in Francia al 34%.
Per la fabbrica fu scelta la località di Figueruelas (vicino a Saragozza). Nel nuovo sito industriale furono creati 8.200 nuovi posti di lavoro. Visto che la disoccupazione era al 15% circa in questa regione, l'entusiasmo fu così grande che 80.000 persone presentarono la loro candidatura per la selezione.
Nel marzo del 1980 cominciarono i primi scavi e il 14 marzo, durante la cerimonia per l'inaugurazione dei lavori, Elliot Estes piantò un albero. A maggio dello stesso anno furono completate le fondazioni dell'impianto delle presse per lo stampaggio delle lamiere. Il capannone delle presse copriva un'area totale di 50.000 m². In giugno furono avviati i lavori per la costruzione delle linee di montaggio.
Un anno più tardi tutte le linee di montaggio furono completamente installate e dopo l'accensione della centrale elettrica (a gas naturale) e dei trasformatori di proprietà dell'impianto, l'intera rete elettrica fu messa in attività.
La costruzione della nuova fabbrica avvenne in soli 899 giorni. In totale furono necessarie 1,5 milioni di ore lavorative per costruire il nuovo impianto produttivo. Tra le altre cose furono utilizzati 180.000 metri cubi di cemento e 36.000 tonnellate di acciaio. Nel gennaio 1982 furono prodotti nella nuova fabbrica i primi componenti: 2000 piastre per il montaggio dei cavi flessibili dei freni. Un mese dopo le diciotto presse entrarono in attività e fu prodotta la prima scocca per una Corsa. Il 14 maggio 1982 F. Beickler, presidente di Adam Opel A.G., uscì dalle linee di montaggio alla guida della prima di venti Corsa "pilota". Queste vetture furono usate per la messa a punto delle linee di produzione.
A partire dal 7 giugno 1982 furono prodotti 1500 esemplari di pre-produzione. Durante quei mesi fu installato un totale di 150 robot con l'obiettivo di ottenere una produzione annuale di 270.000 Opel Corsa e Vauxhall Nova e per raggiungere questi numeri furono assunte altre 800 persone.
Il 30 agosto 1982 fu avviata la produzione di serie: dopo una genesi durata anni, fra intoppi e ripensamenti, e dopo un investimento da parte del gruppo GM pari all'equivalente di 3000 miliardi di vecchie lire, la carriera commerciale della prima utilitaria Opel poté di fatto essere avviata.

### Presentazione e commercializzazione
Al Salone dell'automobile di Parigi del 1982, che si tenne dal 30 settembre al 10 ottobre, la Opel Corsa fu presentata ufficialmente al pubblico, mentre la vendita fu inizialmente limitata alla Spagna e alla Francia, e in un secondo momento in Italia, dove le consegne iniziarono a Novembre. I clienti tedeschi attesero invece fino al 25 febbraio 1983 per la presentazione in patria, mentre le vendite effettive iniziarono il mese successivo; nel frattempo, più precisamente nel novembre del 1982, in Germania la Opel Corsa vinse il premio Volante d'Oro per la propria classe. Nel 1983 proseguì la commercializzazione nel resto d'Europa, mentre in aprile la filiale britannica di General Motors avviò le vendite della Vauxhall  Nova, modello rimarchiato della Corsa A per il Regno Unito.

#### Design esterno ed interno
Due le versioni di carrozzeria, una due volumi con portellone posteriore e una classica tre volumi, denominata TR, più lunga di una trentina di centimetri. Entrambe erano dotate delle sole portiere anteriori (con deflettore fisso), ma si differenziavano per alcuni particolari: la due volumi a tre porte aveva i passaruota allargati dal carattere sportivo e la calandra a grossi listelli orizzontali integrata con il paraurti, mentre la TR mostrava passaruota con bordatura classica e una calandra a piccoli riquadri, separata dal paraurti. Per entrambe le configurazioni di carrozzeria era previsto un frontale tutto sommato razionale e privo di fronzoli, con gruppi ottici rettangolari dotati di indicatori di direzione sottili a sviluppo verticale sul lato esterno. Le calandre avevano due impostazioni differenti: nella versione a due volumi erano a quattro listelli orizzontali spessi, mentre per la TR venne invece prevista una calandra a trama quadrettata fine, simile a quella vista nelle ultime Rekord pre-restyling. Simili nel disegno anche i gruppi ottici posteriori, che in entrambe le varianti di carrozzeria erano a sviluppo verticale.
Semplici e razionali, ma non poveri, gli interni: i sedili anteriori rivestiti in tessuto erano provvisti di poggiatesta, assenti però sul divanetto posteriore; il posto guida era caratterizzato da un volante a due razze e da un cruscotto molto essenziale anche per gli standard dell'epoca, con solamente tachimetro, termometro acqua e livello carburante, più alcune spie di servizio. La parte centrale della plancia era caratterizzata dalla presenza del vano per l'alloggiamento dell'autoradio, sotto al quale trovavano posto le bocchette centrali di ventilazione (quelle laterali erano montate alle due estremità della plancia, all'altezza del piantone del volante). Nella versione a due volumi il bagagliaio aveva una capacità di 275 litri con il divano in posizione, mentre la versione a tre volumi arrivava a 450 litri.

#### Struttura, meccanica e motori
La prima generazione della Corsa nasceva su di un pianale inedito, ossia la piattaforma GM4200, destinata in seguito ad essere condivisa con altri modelli del colosso statunitense della General Motors. La struttura era a scocca portante con lamierati ed elementi di base sottoposti a trattamenti anticorrosione. Il pianale della Corsa A, al pari delle coeve Kadett D e Ascona C, prevedeva sospensioni anteriori a ruote indipendenti con schema MacPherson e, al retrotreno, un sistema a ruote interconnesse con ponte torcente e molle biconiche. Tutti i modelli avevano freni a disco sulle ruote anteriori e tamburi su quelle posteriori. 
Al suo lancio, la Corsa venne proposta in tre motorizzazioni a carburatore: 
- 10S: motore di base non previsto in tutti i mercati e consistente in un'unità da 993 cm3 con potenza massima di 33 kW (45 CV) della famiglia OHV Four ad aste e bilancieri;
- 12ST, motore della famiglia OHC Four da 1196 cm3 di cilindrata, con potenza massima di 40 kW (55 CV) e con distribuzione ad albero a camme in testa;
- 13SB, motore monoalbero in testa della famiglia OHC Four da 1297 cm3 di cilindrata, con potenza massima di 51 kW (70 CV).

I motori da 1 e 1,2 litri erano equipaggiati di serie con un cambio manuale a quattro marce, mentre a pagamento era disponibile la trasmissione a cinque rapporti, fornita di serie con il motore da 1,3 litri.

#### Allestimenti
Erano previste quattro varianti di allestimento, con disponibilità diverse a seconda dei mercati: 
- allestimento base, privo di denominazione specifica;
- Luxus, allestimento intermedio;
- SR, allestimento sportiveggiante, previsto solo con carrozzeria a due volumi e solo con motore da 1,3 litri[5];
- Berlina, al vertice per finiture, equipaggiamenti e prezzo.

### Evoluzione della gamma

#### I primi anni

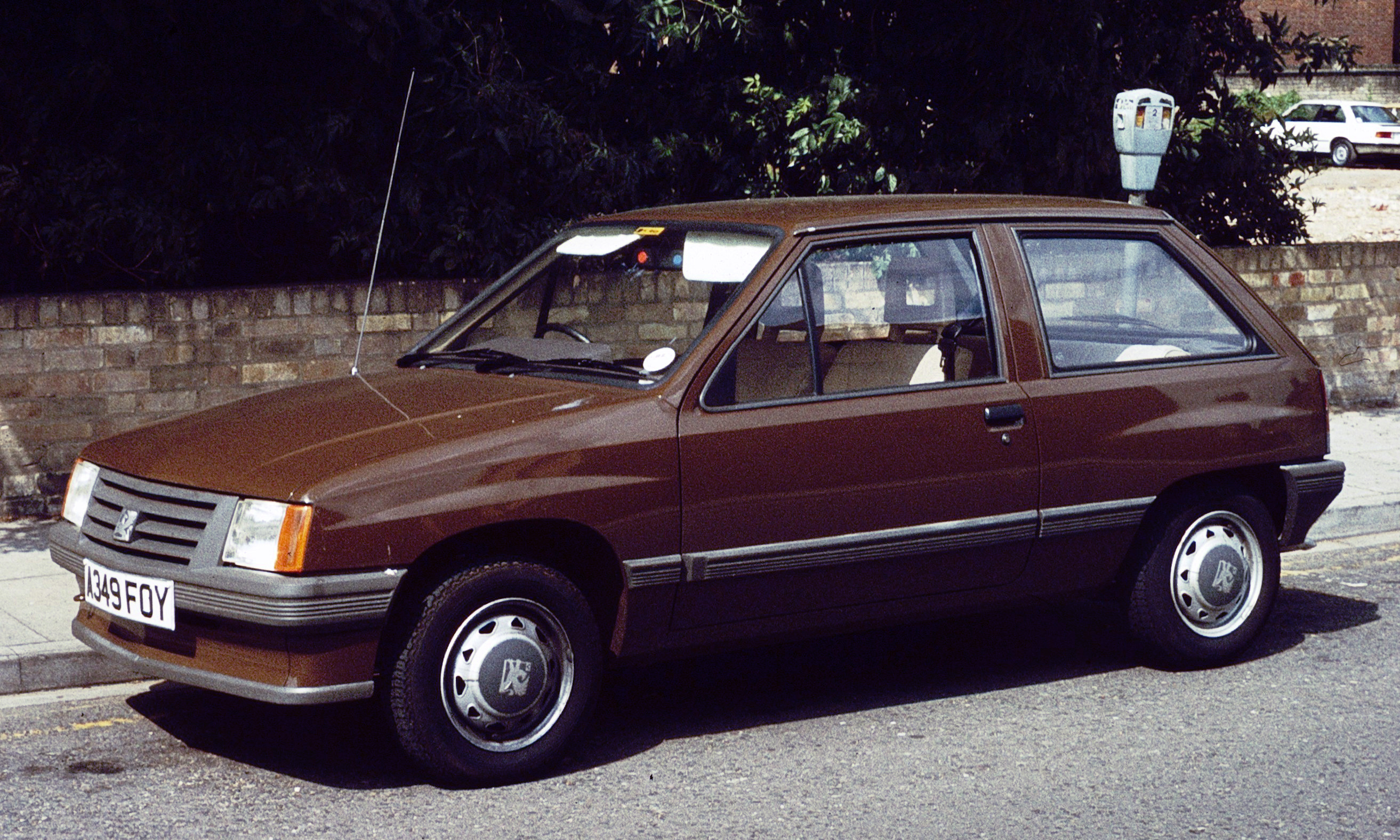
Una Vauxhall Nova

Nel mese di agosto del 1983, il motore da 1,3 litri venne dotato di controllo digitale del minimo, mentre il mese seguente, l'impianto frenante di tutta la gamma ricevette tamburi autoregistranti sulle ruote posteriori. Il successo non tardò ad arrivare: alla fine del 1983, con 220.000 esemplari, la Corsa/Nova fu la vettura più esportata dalla Spagna. Sempre nel corso del 1983, in alcuni mercati europei, la Corsa venne proposta anche in configurazione van per le piccole consegne.
Nel settembre 1984, in alcuni mercati vi fu l'introduzione in gamma della versione 1.3 S, dotata del motore "13S" in grado di erogare una potenza massima di 75 CV, ossia una variante leggermente più potente del "13SB" proposto nel resto d'Europa. Sempre nel corso del 1984, venne commercializzata la serie speciale Swing con dotazioni e prezzi di fascia bassa. A novembre, dallo stabilimento di Figueruelas esce l'esemplare n° 500.000. Nella propria categoria, la Corsa raggiunge una quota di mercato del 24% in Spagna e di oltre il 10% sul mercato europeo, ulteriore testimonianza del successo ottenuto dalla piccola Opel.
Nel mese di aprile del 1985 vennero introdotte le varianti con carrozzeria dotata di portiere posteriori, tre volumi a quattro porte e due volumi a cinque porte. Quest'ultima adottava la stessa calandra della versione a tre porte, ma a differenza di questa aveva i passaruota con profilo ad arco delle versioni tre volumi. Gli allestimenti cambiarono denominazione adottando le sigle LS (al posto della base), GL (al posto della Luxus) e GLS (al posto dell'allestimento Berlina), nonché GT (al posto della SR) per il modello sportivo. Vale la pena spendere due parole su quest'ultimo allestimento per la sua particolarità: nel prendere il posto della precedente Corsa SR, la GT andò a proporsi con un'impostazione estetica nuova e piuttosto vistosa, comprendente fra l'altro i nuovi cerchi in lega a 3 razze. La livrea bicolore prevedeva paraurti in plastica grigia, così come anche i fascioni laterali nella zona inferiore della fiancata. Sia i paraurti (di cui quelli anteriori erano dotati di fari fendinebbia) che i fascioni laterali erano percorsi sul lato superiore da una linea rossa, un po' sullo stile delle Golf GTI, che già da quasi un decennio stavano avendo successo sul piano commerciale. La coda era caratterizzata dalla presenza di uno spoiler in plastica grigia integrato su montanti supplementari, sempre del medesimo materiale e colore, questi ultimi fissati sui montanti posteriori veri e propri della scocca. All'interno dell'abitacolo era presente un volante specifico a tre razze, nonché nuovi sedili leggermente più avvolgenti. La Corsa GT montava il 1.3 da 70 CV presente già nella SR, anche se nel mercato svizzero era prevista con il meno potente motore 1.2 da 55 CV.

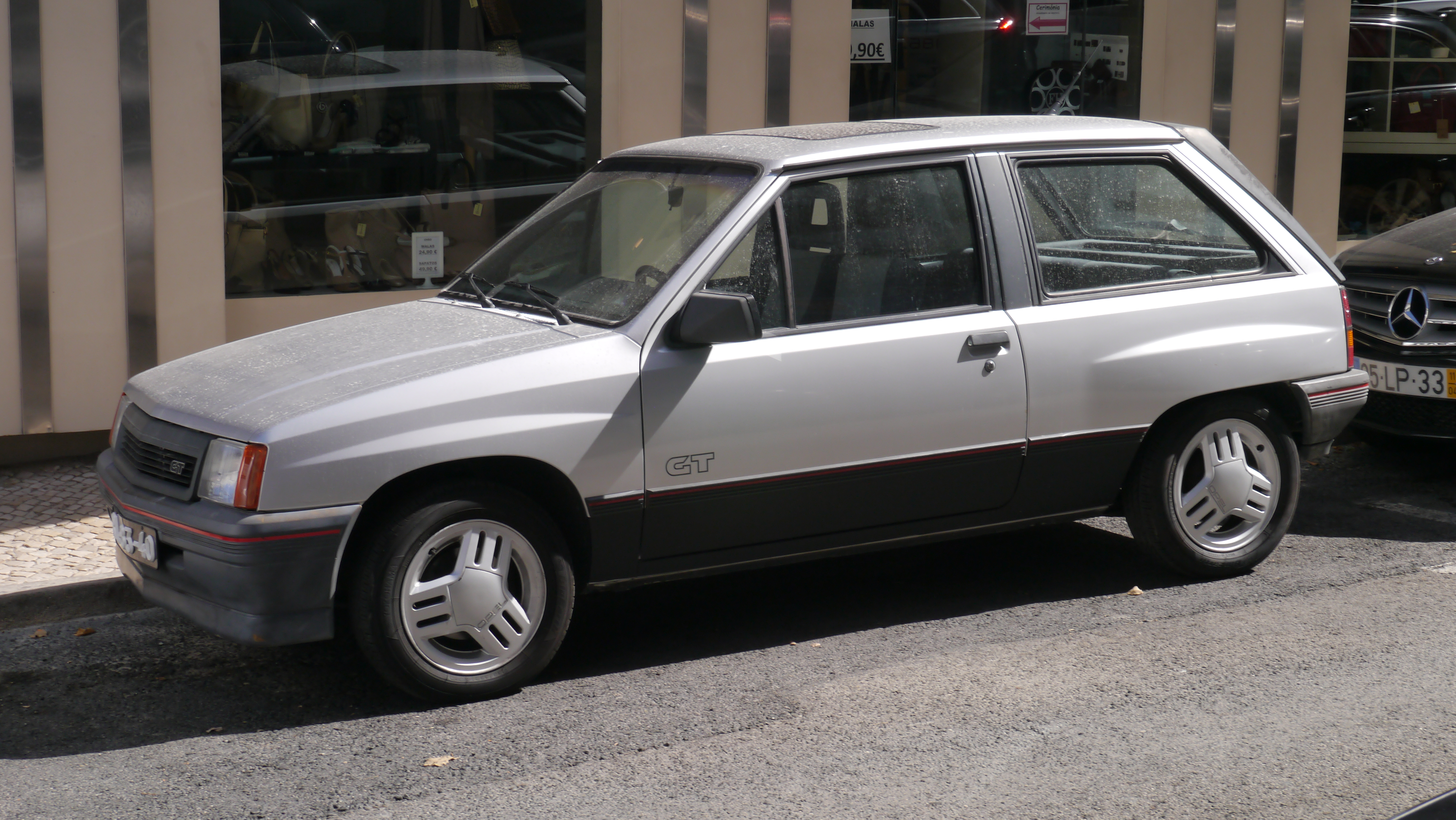
Una Corsa GT

Nel settembre 1985 si ebbe l'arrivo del nuovo modello 1.3i, dotato di marmitta catalitica con il motore C13N ad iniezione elettronica "Multec" single point, con gestione digitale del motore e sistema cut-off, in grado di erogare una potenza massima di 60 CV. Fu la prima Corsa dotata di motore ad iniezione. Nel corso dell'anno, su tutti i motori da 1,2 litri venne modificato l'anello di tenuta anteriore dell'albero a gomiti, causa di perdite. Nel febbraio del 1986 venne introdotto un nuovo motore da 1,3 litri a basse emissioni, l'unità 13NB a carburatore e priva di catalizzatore, con valori di potenza e coppia simili al motore C13N. Contemporaneamente, nei mercati dove non era prevista la motorizzazione di base da un litro, venne da quel momento proposto un motore 1.2 strettamente imparentato con quello già esistente in gamma, ma con potenza ridotta a 45 CV. Due mesi dopo, in vista dell'imminente Campionato mondiale di calcio 1986 venne realizzata la serie speciale "Cup" (disponibile anche per la Kadett), caratterizzata dalla livrea bianca anche per i particolari in plastica come paraurti, mascherina, specchi retrovisori e coppe ruota. Specifiche di questa versione le decalcomanie esterne e i rivestimenti interni con i colori del reparto sportivo di Opel (giallo e grigio in due tonalità).  A partire dal mese di agosto, Opel fornì la garanzia di 1 anno sui ricambi delle principali componenti meccaniche. Nel corso dell'anno verrà fornita anche la copertura di 6 anni contro la corrosione della carrozzeria, slegata dall'esecuzione di trattamenti specifici. Alla fine dell'estate 1986, il 3 settembre, uscì dalle linee di produzione il milionesimo esemplare (conteggiato nell'insieme di Opel Corsa e Vauxhall Nova), mentre a novembre la Corsa GT, fino a quel momento prevista solo con il motore 1,3 litri da 70 CV, divenne disponibile anche con il motore C13N ad iniezione e catalizzatore da 60 CV. 
Nel febbraio 1987, una nuova versione "Cup", venne riproposta per il solo mercato tedesco, stavolta a indicare un allestimento economico, disponibile con carrozzeria tre porte e motore da 1 o 1,2 litri.

#### Il primo restyling

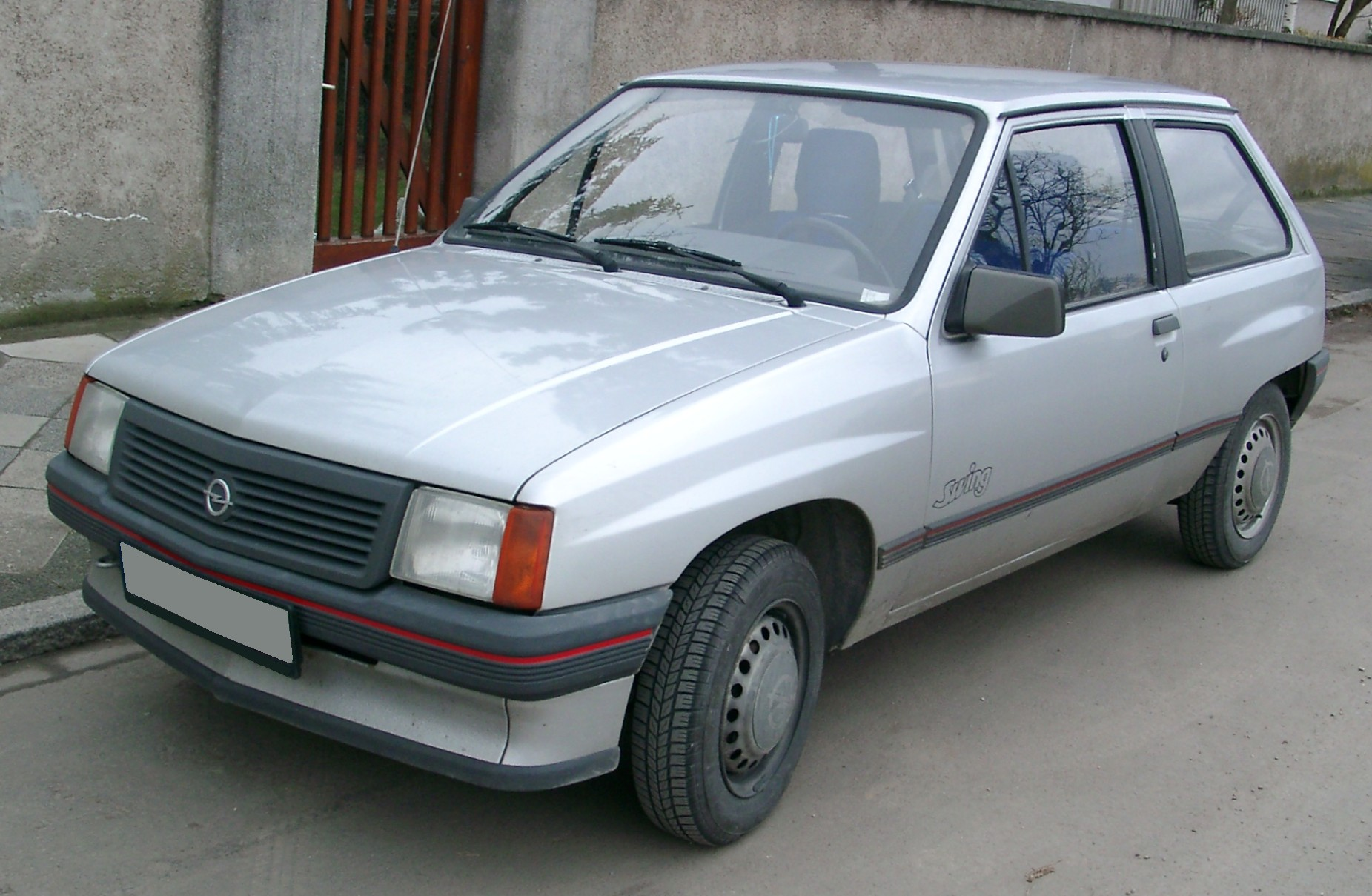
Una Opel Corsa A con la nuova calandra tipica del lieve restyling del 1987

Nell'ottobre 1987 arrivò il primo restyling, in realtà piuttosto contenuto. Su tutta la gamma venne adottata una nuova calandra, separata dal paraurti, con bordo spesso e sottili listelli orizzontali. Le versioni a due volumi adottarono, sopra il vano portatarga, un nuovo maniglione in plastica che inglobava la serratura con pulsante per l'apertura del portellone. Sulle versioni a tre volumi, la fascia scura che univa i proiettori posteriori venne spostata in basso e ingrandita. La versione a tre volumi, però, scomparve dal listino tedesco mentre proseguì la sua carriera commerciale in molti altri listini europei. La nuova gamma divenne composta da tre soli allestimenti: Swing, GL e GT, con dotazioni modificate. Per quanto riguarda la gamma motori, venne lanciata la prima motorizzazione Diesel, ossia la Corsa 1.5 D, dotata di un propulsore a gasolio da 1,5 litri e 50 CV di potenza massima, con alimentazione atmosferica, capostipite della serie 4EC, una piccola famiglia di motori realizzati per Opel dalla giapponese Isuzu (in quegli anni nell'orbita del gruppo GM). Questo motore è accoppiato di serie ad un cambio manuale a cinque marce. Sul fronte dei motori a benzina, il 1.2 da 45 CV, laddove previsto, venne proposto in una nuova configurazione in cui cambiarono le misure caratteristiche di alesaggio e corsa, ma cn cilindrata invariata e senza neppure variazioni di sorta sul fronte delle prestazioni. Contemporaneamente, il 1.3 a carburatore venne proposto anche in una variante depotenziata a 60 CV. 

Nel febbraio del 1988 entrò in listino il secondo modello diesel della Corsa. Si tratta della Corsa 1.5 TD, che in pratica non montava altro che una versione sovralimentata del medesimo motore Isuzu della Corsa 1.5 D. Grazie al turbocompressore, tale motore raggiungeva la potenza massima di 67 CV. A differenza della variante aspirata, questo propulsore fu reso disponibile anche in allestimento GT. Apparve in quel periodo anche l'allestimento di base 1.0 S City, disponibile solo per la versione a 3 porte. Sempre a proposito di allestimenti, a giugno venne introdotta la serie speciale "Steffi" (solo per alcuni mercati), dedicata ai successi della tennista Steffi Graf. 

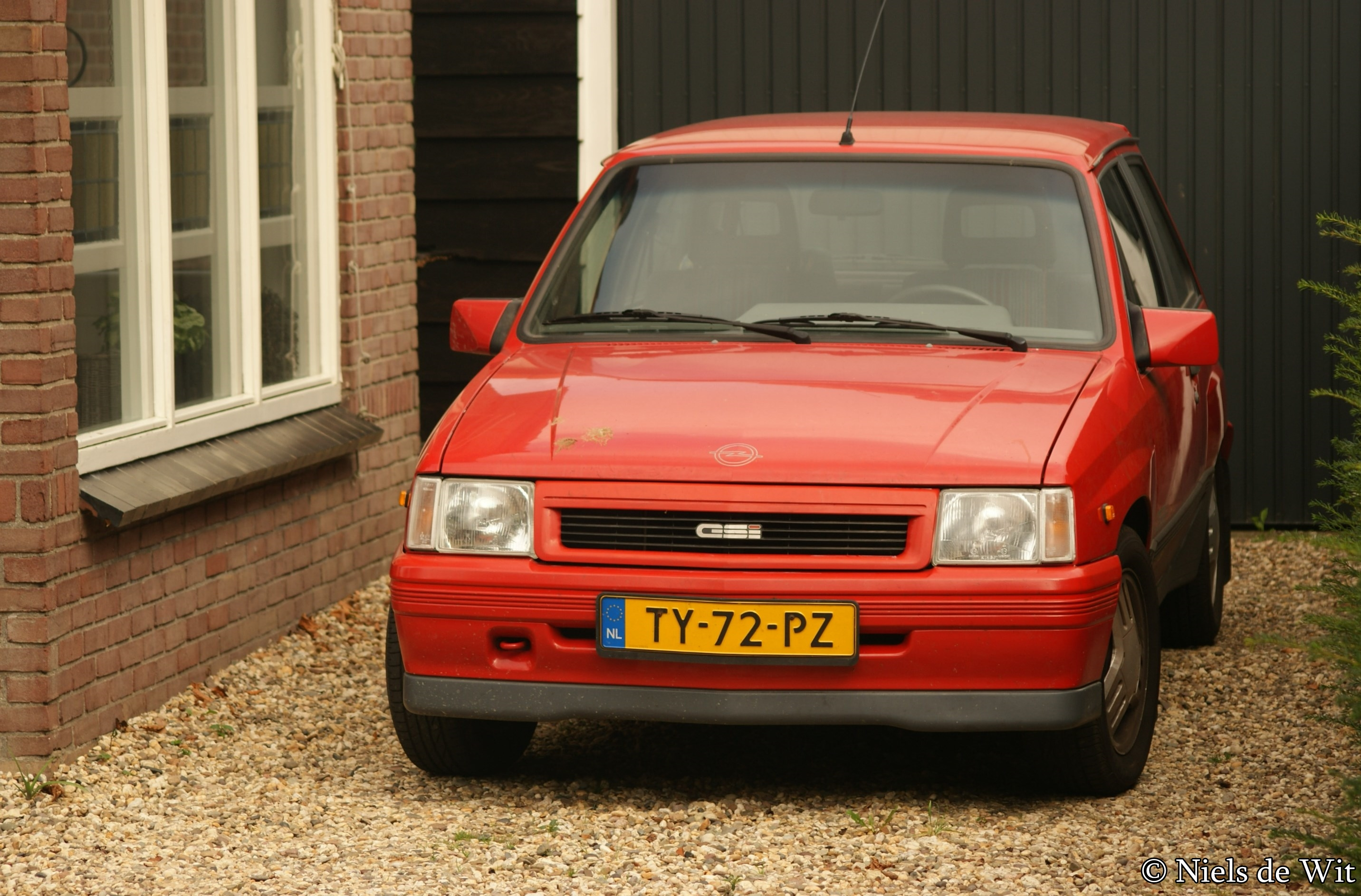
Vista frontale di una Corsa GSi

A settembre venne introdotta la nuova top di gamma, ossia la nuova versione GSi, dotata del motore monoalbero E16SE da 1,6 litri e 100 CV di potenza massima, alimentato con un sistema di iniezione Bosch LE Jetronic a controllo elettronico. Posta al vertice della gamma, questa versione sportiva era disponibile solo con carrozzeria a tre porte e presentava una telaistica adeguata alle caratteristiche prestazionali del motore, nonché un allestimento esclusivo. All'esterno i paraurti e gli specchi retrovisori erano in tinta con la carrozzeria, così come lo spoiler anteriore, che riprendeva quello integrato con il paraurti della GT. Rispetto a questa, le modanature di protezione laterali vennero eliminate, mentre furono applicati dei profili sottoporta aerodinamici in plastica grigia, che ripresero quelli aggiunti sul bordo inferiore degli spoiler anteriore e posteriore; la calandra, anch'essa ripresa dalla versione GT, era però racchiusa in una cornice in tinta con la carrozzeria e al centro recava la scritta "GSi". Dietro, un ulteriore spoiler sempre in tinta con la carrozzeria, fu montato sul portellone a cornice del lunotto, mentre sul portellone una fascia nera univa i proiettori incorniciando la targa. Nell'abitacolo l'equipaggiamento prevedeva sedili avvolgenti in tessuto specifico, volante a tre razze e strumentazione con contagiri, manometro dell'olio e voltmetro. La Corsa GSi venne proposta senza catalizzatore oppure con, a seconda dei mercati di destinazione, tuttavia a partire dall'ottobre 1989 la marmitta catalitica divenne di serie universalmente per tutte le Corsa GSi, indipendentemente dal mercato. Le GSi catalizzate erano mossa dal nuovo motore C16SE da 72 kW dotato di un sistema di controllo elettronico Bosch Motronic con funzione di auto-diagnosi. Contemporaneamente, i motori da 1,3 litri furono sostituiti dalle nuove unità da 1,4 litri. Le versioni 1.4 S furono equipaggiate con il motore 14NV a carburatore da 72 CV, mentre le 1.4i vennero dotate dell'unità C14NZ da 60 CV, con iniezione single point "Multec" e catalizzatore che in Italia sostituisce la 1.3i. Apparve infine l'allestimento Joy (versione base con tetto apribile in stoffa, 1.0 3/5 porte e 1.4 3 porte prodotta dal maggio 1989).
Nel dicembre del 1989, dall'impianto spagnolo di Figueruelas esce la duemilionesima Corsa, mentre due mesi dopo, nel febbraio 1990, il motore 12ST venne sostituito dall'unità 12NV. Il nuovo motore, sempre a carburatore, aveva una potenza massima leggermente inferiore (da 55 a 52 CV) e, pur appartenendo alla medesima famiglia e dichiarando la stessa cilindrata del precedente, in realtà era molto diverso. Derivava infatti, per semplice riduzione dell'alesaggio, dal motore 14NV presentato l'anno precedente, rispetto al quale montava però un carburatore monocorpo anziché doppio corpo.

#### Il secondo restyling

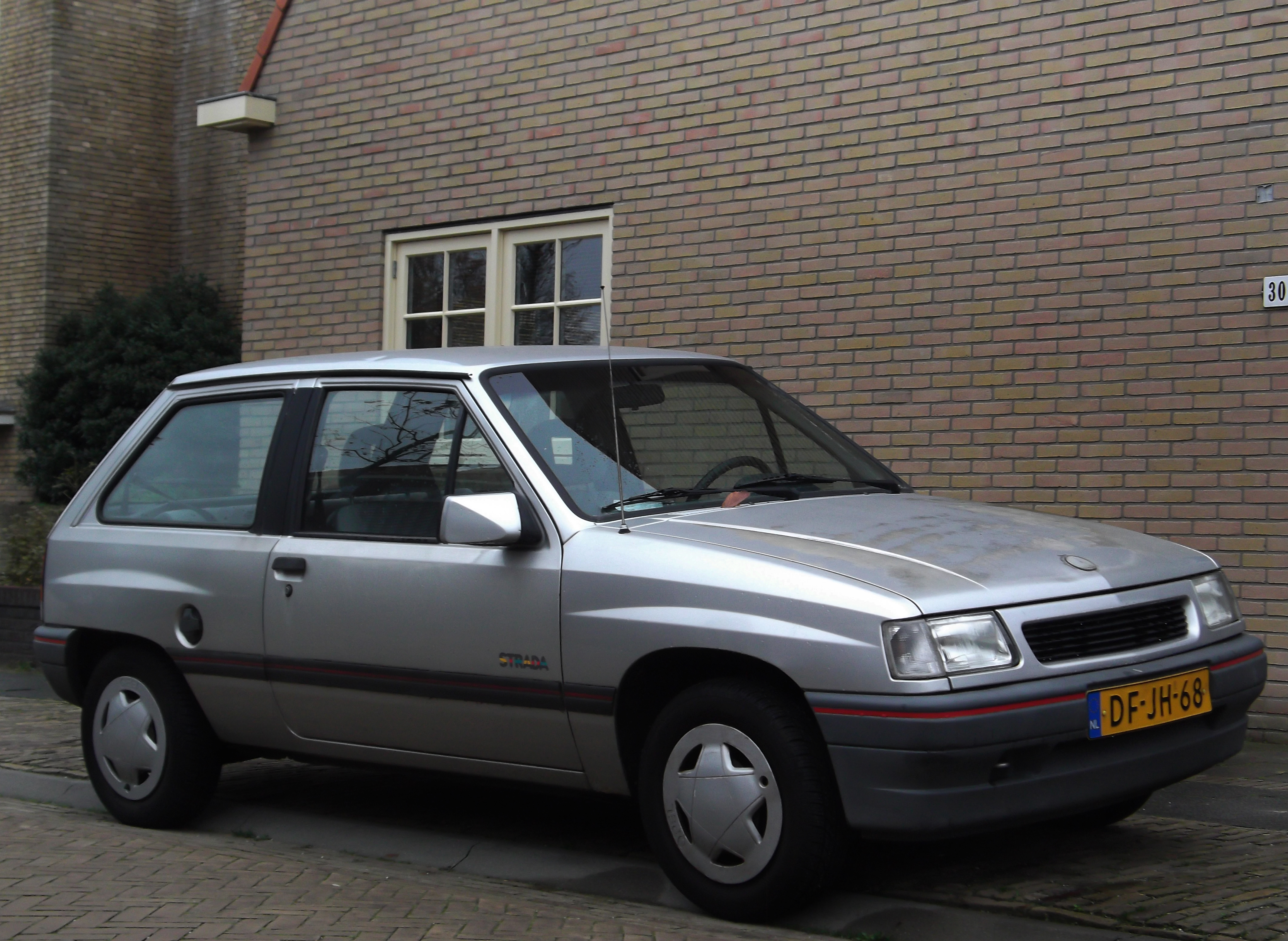
Una Corsa A dopo il restyling del 1990

Nel settembre del 1990 arrivò il secondo restyling, questa volta più marcato e di cui alcune immagini avevano iniziato a circolare già dalla fine dell'anno precedente. In realtà, mentre all'interno la plancia fu completamente rinnovata, all'esterno le modifiche, pur evidenti, non riguardarono le lamiere. Cambiò il frontale, caratterizzato da nuovi fari più sottili con trasparente bianco per il lampeggiante e nuova calandra con cornice in tinta con la carrozzeria; lo stemma Opel passò sul cofano motore. Diversi anche i paraurti, dall'aspetto più massiccio e n particolare quello anteriore andò ad integrare lo spoiler coprendo la lamiera prima a vista; lievemente modificate anche le fasce paracolpi laterali. Cambiarono anche gli allestimenti, la cui disponibilità variò a seconda dei mercati: 
- City (1.0 3 porte molto basico con cerchi in lamiera);
- Swing poi Swing+ solo catalitica tranne le ultime versioni da un litro (con copricerchi inediti 1.0, 1.2, 1.2i con 3, 4 e 5 porte; 1.4i e le diesel solo 3 e 5 porte);
- Joy  (1.4 3porte sostituta della GT. Disponibile ancora nel pacchetto Sport Pack simile alla GT dal 1/1990. Viene rimpiazzata per il mercato italiano a maggio 1992 dalla nuova Sport con motore 1.4 SI 82cv e cerchi in ferro delle precedenti 1.3 GT);
- GL poi GL+ solo catalitica per 5p da maggio 1992 e con cerchi in lega e anche motore 1.5D (allestimento ricco con i tessuti in velluto e finto profilo cromato sui paraurti come le KadettE2 di alta gamma, con vetri e bloccaporte elettrici prevista solo 1.0 e 1.2 5p e 4p 1.2. A richiesta il motore 1.4S. Disponibili solo da fine 1991 le 1.2i e le 1.4i 5p);
- GSi (1.6i, solo a 3 porte).

Tra i motori apparve la nuova unità C12NZ da 45 CV con iniezione single point "Multec" e catalizzatore con sonda "lambda". Da qui cominciò la fase calante della carriera della Corsa A, molto meno ricca di novità in quanto stava per essere ultimato il progetto relativo alla seconda generazione dell'utilitaria tedesca. Nel 1991 venne presentata la prima generazione della Corsa ECO, versione il cui consumo medio omologato era pari a 6,1 litri/100 km. Il 1º ottobre del 1992 viene prodotta a Figueruelas la tremilionesima Corsa. Due mesi dopo, vale a dire nel dicembre 1992 (ma alcune fonti dichiarano nel gennaio 1993), la Corsa A e la sua "sorella" britannica Nova cessano di essere prodotte in concomitanza con l'imminente lancio della Corsa B. A gennaio esce così di listino la versione berlina 4 porte. Con l'arricchimento della nuova Corsa B nel maggio successivo la gamma delle A uscenti rimane solo disponibile 1.2i Swing+ 3 e 5 porte e la sportiva GSI, che saranno esaurite definitivamente solo a Luglio 1994.

### Produzione
La Opel Corsa A (con la sua variante Vauxhall Nova) è stata prodotta unicamente nello stabilimento spagnolo di Figueruelas, in oltre tre milioni di esemplari, così distribuiti negli anni:
1982: 	 21.865

1983: 	 246.340

1984: 	 259.998

1985: 	 277.101

1986: 	 284.196

1987: 	 271.652

1988: 	 322.940

1989: 	 350.473

1990: 	 350.473

1991: 	 369.820

1992: 	 340.322

Totale: 3.105.430
La stragrande maggioranza della produzione ha riguardato le motorizzazioni a benzina, con i modelli a gasolio che in totale hanno superato di poco i duecentomila pezzi:
Diesel: 	168.287

Turbo-Diesel: 	 50.176

### Riepilogo caratteristiche
Di seguito vengono riepilogate le caratteristiche relative alle varie versioni componenti la gamma della Corsa A. I dati relativi alla massa a vuoto si riferiscono alle versioni con carrozzeria a due volumi. Quelle con carrozzeria a 3 volumi, laddove previste, pesavano circa 25 kg in più.
| Modello               | Anni di produzione | Motore | Cilindrata cm³ | Carburante | Alimentazione            | Potenza CV/rpm | Coppia Massima Nm/rpm | Massa a vuoto | Velocità Max km/h | Accelerazione (0–100 km/h) | Consumo (l/100 km) |
| Corsa 1.0             | 09/1982-10/1992    | 10S    | 993            | Benzina    | Carburatore Weber 32TL   | 45/5400        | 66.7/3200             | 735           | 141               | 19"5                       | 7.5                |
| Corsa 1.2             | 03/1985-03/1987    | 12NC   | 1196           | Benzina    | Carburatore Weber 32TL   | 45/5000        | 78.5/2400             | 745           | 143               | 18"                        | 7.5                |
| Corsa 1.2             | 03/1987-06/1989    | E12GV  | 1196           | Benzina    | Carburatore Weber 32TL   | 45/5000        | 78.5/2400             | 745           | 143               | 18"                        | 7.5                |
| Corsa 1.2             | 09/1982-10/1992    | 12ST   | 1196           | Benzina    | Carburatore Pierburg 1B1 | 55/5600        | 90/2200               | 740           | 152               | 16"                        | 8                  |
| Corsa 1.2             | 09/1990-11/1992    | C12NZ  | 1196           | Benzina    | Carburatore Pierburg 1B1 | 52/5800        | 86/2600               | -             | -                 | -                          | -                  |
| Corsa 1.2i cat.       | 09/1990-06/1994    | C12NZ  | 1196           | Benzina    | Iniezione elettronica    | 45/5000        | 88/2400               | 800           | 143               | 18"                        | 6.7                |
| Corsa 1.3             | 02/1986-10/1989    | 13NB   | 1297           | Benzina    | Carburatore Pierburg 1B1 | 60/5800        | 94/3200               | 750           | 155               | 15"                        | 7.2                |
| Corsa 1.3             | 09/1984-10/1989    | 13SB   | 1297           | Benzina    | Carburatore Pierburg 1B1 | 70/5800        | 101/3800              | 750           | 165               | 13"                        | 6.5                |
| Corsa 1.3             | 09/1982-10/1989    | 13S    | 1297           | Benzina    | Carburatore Pierburg 1B1 | 75/5800        | 101/3800              | -             | -                 | -                          | -                  |
| Corsa 1.3i Cat.       | 09/1985-10/1989    | C13N   | 1297           | Benzina    | Iniezione elettronica    | 60/5400        | 96/3400               | 795           | 155               | 15"                        | 7.1                |
| Corsa 1.4             | 09/1989-10/1992    | 14NV   | 1389           | Benzina    | Carburatore Pierburg 2E3 | 72/5600        | 108/3000              | 780           | 170               | 12"                        | 6.8                |
| Corsa 1.4i Cat        | 11/1989-10/1993    | C14NZ  | 1389           | Benzina    | Iniezione elettronica    | 60/5600        | 103/2600              | 820           | 155               | 14"5                       | 8                  |
| Corsa 1.4i Cat        | 09/1991-07/1993    | C14SE  | 1389           | Benzina    | Iniezione elettronica    | 82/5800        | 116/3400              | 780           | 175               | 11"                        | -                  |
| Corsa 1.6i Cat.       | 03/1988-09/1991    | C16NZ  | 1598           | Benzina    | Iniezione elettronica    | 75/5200        | 125/2600              | 785           | 168               | 12"                        | 7.3                |
| Corsa 1.6 GSi         | 09/1988-03/1992    | E16SE  | 1598           | Benzina    | Iniezione elettronica    | 100/5600       | 135/3400              | 830           | 188               | 9"5                        | 7.3                |
| Corsa 1.6 GSi Cat.    | 10/1989-03/1992    | C16SEI | 1598           | Benzina    | Iniezione elettronica    | 98/5800        | 132/3400              | 870           | 188               | 11"                        | 8.5                |
| Corsa 1.6 GSi Cat.    | 03/1992-06/1994    | C16SE  | 1598           | Benzina    | Iniezione elettronica    | 100/5800       | 135/3400              | 870           | 188               | -                          | -                  |
| Corsa 1.5 D           | 08/1987-10/1993    | 4EC1   | 1488           | Gasolio    | Iniezione elettronica    | 50/4800        | 90/3000               | 835           | 155               | 17"5                       | 6                  |
| Corsa 1.5 turbodiesel | 05/1988-10/1993    | T4EC1  | 1488           | Gasolio    | Iniezione elettronica    | 67/4600        | 132/2600              | 850           | 165               | 13"                        | 6.5                |

### Fuoriserie ed esemplari unici su baseCorsa A

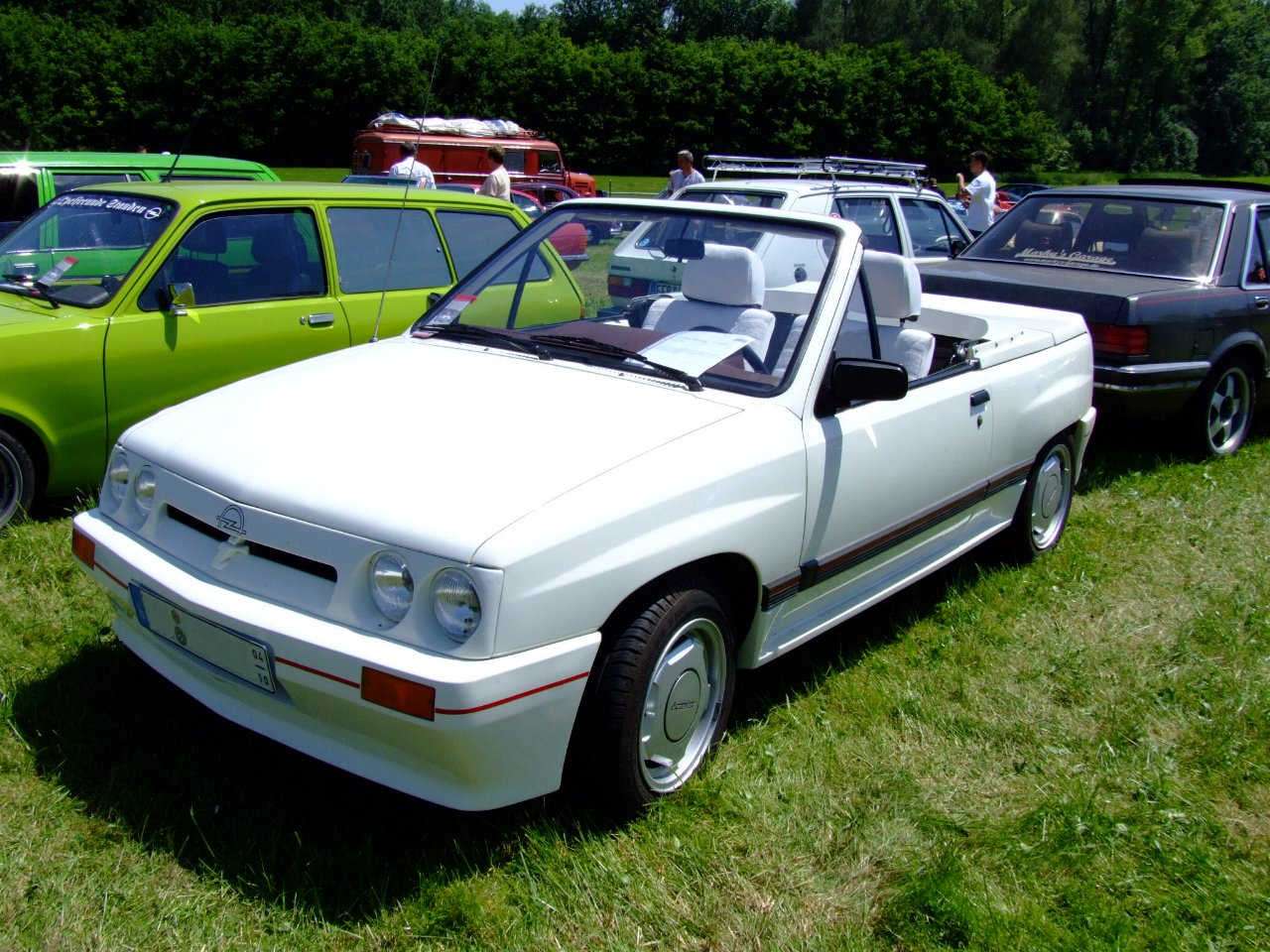
Una Corsa Spider realizzata dal preparatore e carrozziere tedesco Irmscher

Numerose furono le reinterpretazioni su base Corsa A firmate da aziende esterne più o meno note. Tra queste vanno citate la Irmscher, azienda da sempre specializzata nella realizzazione di Opel con carrozzerie ed allestimenti speciali, oppure la Michalak, anch'essa tedesca, ma ne sono esistite numerose altre aziende. Per ragioni di spazio se ne possono citare solo alcune:
- Irmscher Corsa Fun: sulla base della Corsa ristilizzata nel settembre del 1990, il preparatore di Winnenden realizzò una berlina con tetto apribile integrale in tela, cerchi in lega da 14 pollici, rivestimenti interni specifici e assetto irrigidito e ribassato di 30 mm[8];
- Irmscher Corsa Spider: questa fuoriserie era in effetti una scoperta biposto che ancora Irmscher realizzò sulla base della Corsa A a 3 porte con motori compresi fra il 1.0 e il 1.3. Quest'ultimo poteva anche essere richiesto con potenza massima portata a 83 CV. La produzione cominciò nel marzo del 1984 e questa vettura poteva essere ordinata direttamente presso i concessionari Opel. Nutrita anche la lista optional, che comprendeva fra l'altro gli interni in pelle, i fari anteriori sdoppiati e dal 1987 anche l'hard-top[9];
- Irmscher Corsa Sprint C: questa ulteriore elaborazione di Irmscher prevedeva stavolta la carrozzeria chiusa a due volumi e 3 porte. Su questa base vennero montati nuovi parafanghi allargati, nuovi cerchi in lega specifici da 15 pollici, nuove minigonne e nuovi paraurti, oltre a spoiler specifici. L'assetto venne ribassato di 40 mm, oltre che irrigidito, mentre il motore fu il 1.3 da 83 CV già menzionato nella descrizione della Corsa Spider. Si stima che ne siano stati prodotti 50 esemplari, anche se manca in realtà il dato ufficiale[10];
- Michalak Corsa Spider: questo modello venne presentato nel 1983 al Salone di Francoforte dalla Michalak, un preparatore con sede a Wiesbaden, non lontano da Rüsselsheim, dove la Opel aveva la sua sede centrale. Si trattava anche in questo caso di una spider ottenuta modificando soprattutto la zona posteriore, dove scomparve il divano e il bagagliaio di serie, per far posto ad un vano bagagli molto più ampio posto alle spalle dei due sedili rimanenti, all'interno del quale era possibile evetualmente riporre anche il tetto rigido asportabile in due pezzi. Il coperchio del vano posteriore integrava inoltre le due carenature aerodinamiche dietro i poggiatesta, tipiche delle spider classiche e delle vetture sport degli anni ruggenti dell'automobilismo sportivo[11];

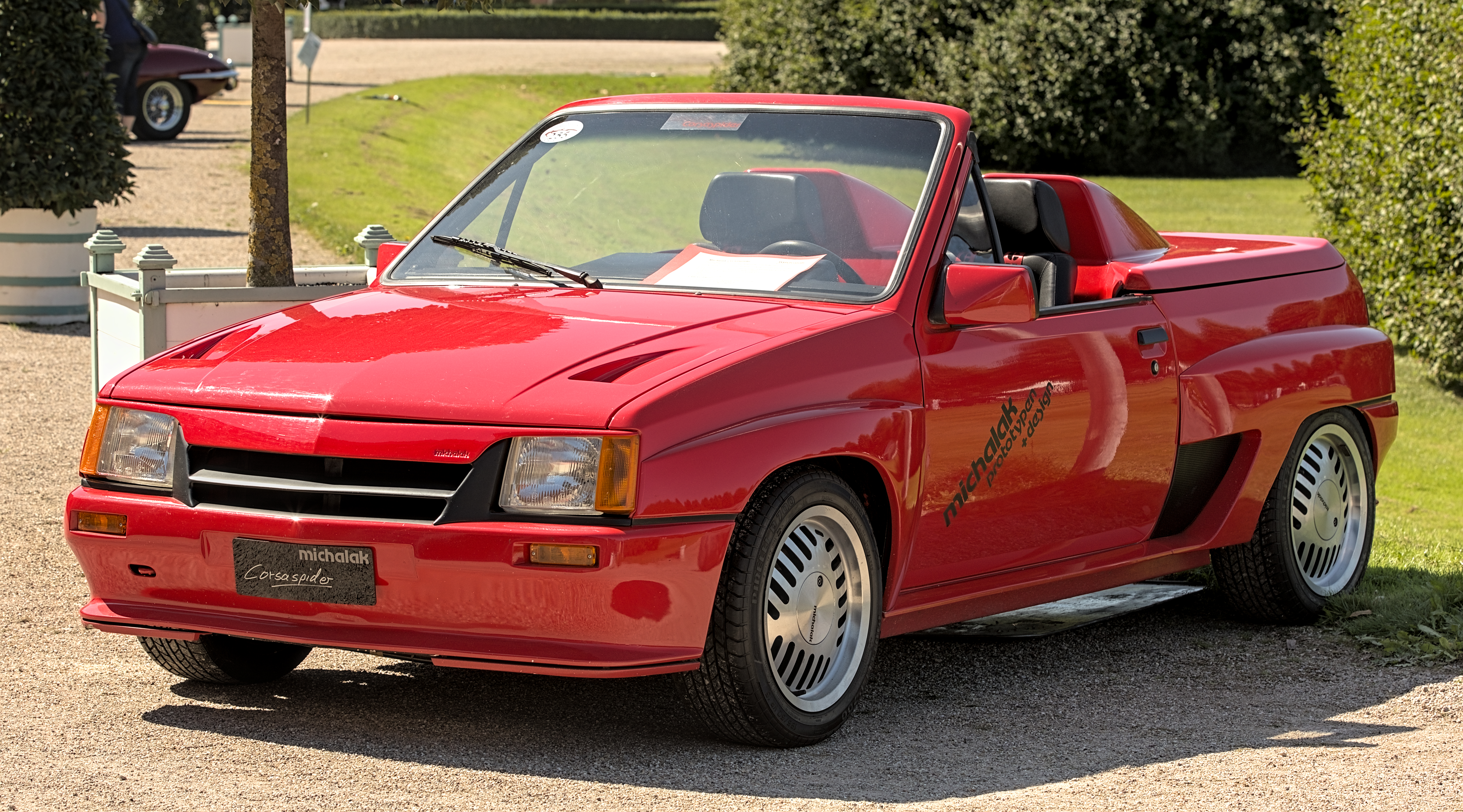
La Corsa Spider a motore centrale realizzata da Michalak

- Michalak Corsa Spider a motore centrale: esemplare unico realizzato ed esposto nel 1985 a Francoforte sempre da Michalak in collaborazione con aziende esterne. Ferme restando le principali modifiche descritte in precedenza a proposito della Corsa Spider, il vano bagagli posteriore venne utilizzato per installarvi il motore 1.8 da 115 CV e il cambio a 5 marce della Kadett GTE. Questo motore venne inoltre sovralimentato mediante compressore volumetrico, raggiungendo così una potenza massima di 170 CV. Ovviamente il motore originario venne rimosso dal cofano anteriore, mentre anche il comparto sospensioni venne del tutto modificato, prevedendo ad esempio l'avantreno della Ascona C[11]. Oltre a ciò, l'intera vettura venne personalizzata con un kit carrozzeria apposito, comprendente una nuova calandra, parafanghi maggiorati, prese d'aria sui parafanghi posteriori per il raffreddamento del motore e minigonne di raccordo specifiche, nuovi cerchi in lega da 15 pollici e prese d'aria sul cofano anteriore (queste ultime più che altro con una funzione estetica);
- Michalak Topino[12]: esemplare unico molto particolare in quanto si trattava di una spiaggina realizzata sulla base della Corsa A, ma anche con un kiti di carrozzeria a parafanghi allargati che le donava anche una certa aggressività. Non solo, ma tale esemplare era dotato anche di un carrello appendice ottenuto dalla parte posteriore di un'altra Corsa A. L'eliminazione del tetto e delle portiere venne compensata dall'installazione di una gabbia tubolare all'interno dell'abitacolo (su plancia, struttura dei sedili e montante centrale), parte posteriore della vettura ed anche nella zona sottoporta. Il motore era un 1.4 a iniezione da 60 CV;

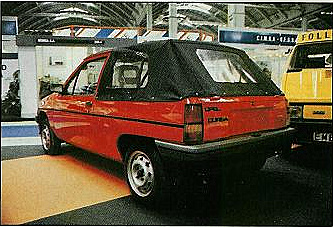
La Corsa Cabriolet realizzata dalla Emelba

- Opel-Blitz Corsa Caravan: realizzata dall'azienda Opel-Blitz, questa station wagon compatta ma prevista nella gamma di normale produzione venne presentata nel 1988 e realizzata sulla base della Corsa TR. Ne vennero realizzati solo pochissimi esemplari, al massimo cinque[13];
- Emelba Corsa Cabriolet[14]: rispetto alle cabriolet precedentemente descritte, questa è una cabriolet la cui trasformazione prevedeva l'asportazione dei soli montanti posteriori. La capote in tela era fissabile ai montanti rimanenti (centrale e anteriore), i quali erano uniti fra loro dal tetto, rimasto anch'esso in posizione, ma privato del lamierato principale, come se la vettura avesse il tetto apribile, anche se in realtà la sua copertura era affidata sempre alla capote in tela. Ne venne realizzato solo un esemplare;
- Gilbert David Corsa Tropica[15]: altro esempio di spiaggina, questa volta realizzata dalla ditta Transformation Gilbert David. Partendo dalla Corsa A a 3 porte, vennero eliminati i montanti posteriori, il lunotto, il portellone del vano bagagli, i finestrini laterali posteriori e il divano. Tutta la parte posteriore venne trasformata in un ampio vano di carico accessibile mediante uno sportello incernierato sul lato destro e dotato di ruota di scorta fissata esternamente, mentre al posto dei montanti e della parte di tetto rimossa, venne montata una gabbia tibolare per garantire la rigidità necessaria alla sicurezza su strada. Di questa spiaggina vennero realizzati circa 250 esemplari fra il 1985 e il 1991.